# 因圖伊申峰

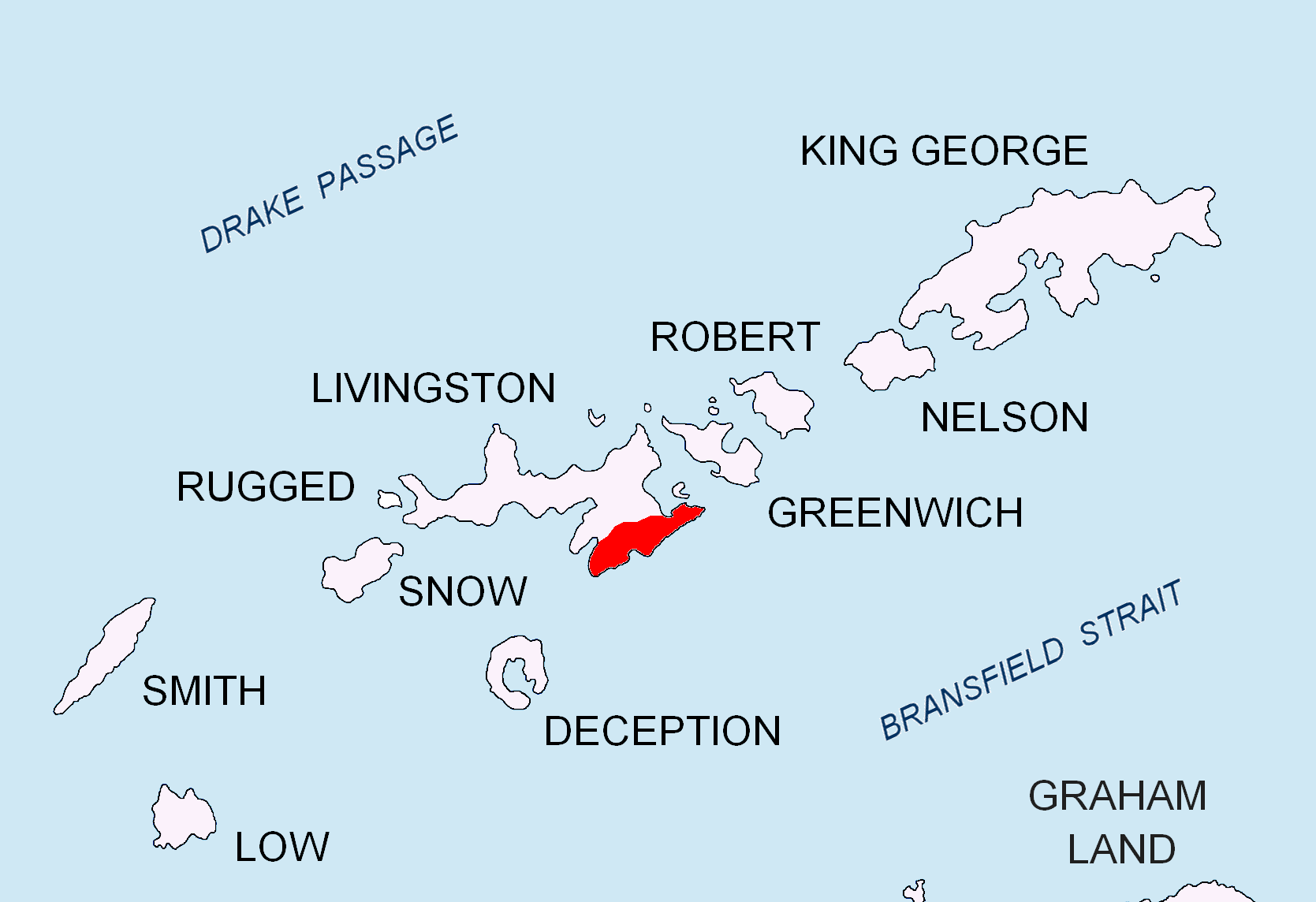

因圖伊申峰（英語：Intuition Peak）是南極洲的山峰，位於南設得蘭群島的利文斯頓島，屬於騰格里山脈中列夫斯基嶺的一部分，海拔高度780米，處於赫爾梅特峰西北面1.39公里、阿塔納索夫冰原島峰東南面5.25公里和拉多伊拉林峰西南面0.63公里。

## 外部連結
- SCAR Composite Gazetteer of Antarctica（页面存档备份，存于）

62°38′38.8″S 60°02′07″W / 62.644111°S 60.03528°W